# Wilga filipińska
Wilga filipińska (Oriolus steerii) – gatunek ptaka z rodziny wilgowatych (Oriolidae). Występuje endemicznie na Filipinach. Nie jest zagrożony wyginięciem.

## Systematyka
Wyróżniono kilka podgatunków O. steerii:
- wilga samarska[3] (O. steerii samarensis) – Samar, Leyte, Bohol i wschodnie Mindanao;
- †O. steerii assimilis – Cebu; podgatunek ten prawdopodobnie wymarł;
- wilga filipińska[3] (O. steerii steerii) – Masbate i Negros;
- O. steerii basilanicus – Basilan i zachodnie Mindanao;
- wilga szarolica[3] (O. steerii cinereogenys) – Archipelag Sulu.

Proponowany podgatunek nigrostriatus (opisany z Negros i Masbate) został zsynonimizowany z podgatunkiem nominatywnym. Za podgatunek O. steerii uznawano też wilgę białolicą (O. albiloris), jest ona obecnie klasyfikowana jako odrębny gatunek. Sugeruje się potrzebę wydzielenia kolejnych podgatunków jako osobnych gatunków.

## Występowanie
Wilga filipińska występuje endemicznie na Filipinach, najczęściej w regionie Visayas oraz na wyspie Mindanao. Jej środowiskiem naturalnym są wilgotne lasy równikowe w strefach międzyzwrotnikowej i podzwrotnikowej.

## Cechy gatunku
Długość ciała około 20 cm. Masa ciała 45–48 g.
Upierzenie zielonkawo-brązowe, brzuch kremowy z ciemnymi cętkami, dziób i oczy czerwone. Odżywia się głównie owadami, gąsienicami oraz owocami.

## Status zagrożenia
IUCN uznaje wilgę filipińską za gatunek najmniejszej troski (LC, Least Concern) nieprzerwanie od 1988 roku. Liczebność populacji nie została oszacowana, ale ptak ten opisywany jest jako pospolity. BirdLife International ocenia trend liczebności populacji jako spadkowy ze względu na wylesianie w obrębie zasięgu występowania gatunku.
Ostatnie pewne stwierdzenie podgatunku O. steerii assimilis występującego na wyspie Cebu pochodzi z roku 1906, dlatego przypuszcza się, że wymarł.